# 天理三
大熊座66，又名BD+57 1343，HD 103605、SAO 28191、HR 4566，是大熊座的一颗恒星，视星等为5.84，位于銀經137.73，銀緯58.91，其B1900.0坐标为赤經11h 50m 45s，赤緯+57° 58.91′ 18″。